# Karl August Lebrun
Karl August Lebrun (Halberstadt, 1792. október 8. – Hamburg, 1842. július 25.) német színész és színműíró.

## Élete
1817-től Hamburgban működött,  majd 1827-től 1837-ig a színház igazgatója is volt. Már 1809-ben, Dessauban színész lett, később Memelben, Würzburgban (1812-15) és Mainzban (1815-17) szerződtették. Jeles színész volt, főleg finomabb, komikus mellékízű jellemekben remekelt. Darabjai (Nummer 777, Die Drillinge, Die Wette stb.) többnyire idegen művek többé-kevésbé szabad átdolgozásai, igen színszerűek és gazdagok hálás szerepekben. Első gyűjteménye a Kleine Lustspiele und Possen (1816), az utolsó a Lustpiele und Possen (1839).